# Giuseppe Perentin
Giuseppe Perentin detto Nino (Isola, 21 febbraio 1906 – Trieste, 4 marzo 1981) è stato un nuotatore italiano di livello internazionale.
Specializzato nelle lunghe distanze dello stile libero, fece parte della prima, storica generazione di nuotatori italiani capace di imporsi in campo internazionale, assieme a Emilio Polli, Paolo Costoli, Antonio Conelli tra la fine degli anni '20 e l'inizio degli anni '30 del XX secolo.

## Palmarès
| Giochi Olimpici              | 400 m st. libero           | 1500 m st. libero         | 4 x 200 m st. libero |
| 1928 Amsterdam Paesi Bassi   | ---                        | elim. in semifinale '     | squal. in batteria : |
| 1932 Los Angeles Stati Uniti | elim. in semifinale 5'10"5 | elim. in batteria 21'04"5 | ---                  |
| Campionati europei           | 400 m st. libero           | 1500 m st. libero         | 4 x 200 m st. libero |
| 1927 Bologna Italia          | ---                        | Argento 21'50"4           | ---                  |
| 1931 Parigi Francia          | ---                        | Argento 20'50"6           | ---                  |

### Campionati italiani
6 titoli individuali, così ripartiti:
- 1 nei 400 m stile libero
- 5 nei 1500 m stile libero

| Anno | Edizione | st.libero 200 m | st.libero 400 m | st.libero 1500 m | st.libero 4x200 m |
| ---- | -------- | --------------- | --------------- | ---------------- | ----------------- |
| 1927 | Estivi   | -               | 1               | 1                | -                 |
| 1928 | Estivi   | -               | 2               | 1                | -                 |
| 1931 | Estivi   | -               | -               | 1                | -                 |
| 1932 | Estivi   | -               | 2               | 2                | 3                 |
| 1933 | Estivi   | 2               | 2               | 1                | 3                 |
| 1936 | Estivi   | -               | -               | 1                | -                 |